# Love's Easy Tears
Love's Easy Tears — восьмий мініальбом англійського гурту Cocteau Twins, який вийшов 1 вересня 1986 року.

## Композиції
1. Love's Easy Tears - 3:36
2. Those Eyes, That Mouth - 3:37
3. Sigh's Smell of Farewell - 3:33
4. Orange Appled - 2:46
5. Crushed - 3:20

## Склад
- Елізабет Фрейзер — вокал
- Робін Ґатрі — гітара, ударні
- Саймон Реймонд — бас-гітара

## Чарт
| Чарт (1986)                               | Найвища позиція |
| ----------------------------------------- | --------------- |
| Велика Британія (Official Charts Company) | 53              |